# Sweethearts of the Rodeo
Sweethearts of the Rodeo fanns åren 1986-1996 och var en populär countryduo från USA under slutet av 1980-talet och början av 1990-talet. Duon bestod av systrarna Janis Oliver och Kristine Oliver, som växte upp i Los Angeles-förorten Manhattan Beach i delstaten Kalifornien USA. Under tonåren framträdde de som the Oliver Sisters. Janis gifte sig senare med Vince Gill, som på den tiden spelade i Pure Prairie League. Systrarna tog namnet efter albumet Sweetheart of the Rodeo av The Byrds som blandade elementen rockmusik och countrymusik.
Två av hitsen är "Satisfy You" och Beatlescovern "I Feel Fine".

## Diskografi
Studioalbum
- Sweethearts of the Rodeo (1986)
- One Time, One Night (1988)
- Buffalo Zone (1990)
- Sisters (1992)
- Rodeo Waltz (1993)
- Beautiful Lies (1996)
- Restless (2012)

Singlar
- "Chains of Gold" (1986)
- "Midnight Girl/Sunset Town" (1986)
- "Since I Found You" (1986)
- "Hey Doll Baby" (1986)
- "Gotta Get Away" (1987)
- "Satisfy You" (1988)
- "Blue to the Bone" (1988)
- "I Feel Fine" (1988)
- "If I Never See Midnight Again" (1989)
- "This Heart" (1990)
- "Cómo Se Dice (I Love You)" (1990)
- "What It Does to Me" (1990)
- "You Look at Love That Way" (1990)
- "Hard-Headed Man" (1991)
- "Devil and Your Deep Blue Eyes" (1991)
- "Things Will Grow" (1993)
- "Beautiful Lies" (1996)

Samlingsalbum
- Anthology (2000)
- Sweethearts of the Rodeo / One Time, One Night (2000)
- Sweethearts of the Rodeo & One Time, One Night (2012)